# Belgiumi Német Császári Főkormányzóság
A Német Császárság Belga főkormányzósága (németül: Kaiserliches Deutsches Generalgouvernement Belgien) német katonai közigazgatási egység volt az első világháború alatt a németek által megszállt Belgium területén.

## Kormányzás, közigazgatás
A főkormányzóságot 1914. augusztus 26-án hozták létre. Ekkor nevezték ki Colmar von der Goltz tábornagyot a megszállt Belgium katonai főkormányzójává. Őt nem sokkal később Moritz von Bissing követte, tábornokká való kinevezésekor (1914. november 27.).
Bissing kinevezése után a német parancsnokság három adminisztrációs zónára osztotta Belgiumot.
- Az első zóna magában foglalta a fővárost, Brüsszelt és a környező vidékeket. Ez volt a legnagyobb területű zóna.
- A második zóna a negyedik német hadsereg irányítása alatt állt. Ez a zóna magába foglalta Gent, és Antwerpen városokat. Ezt a részt a németek Etappengebietnek hívták.
- A harmadik zóna a Német Császári Haditengerészet irányítása alatt állt. A zónába a teljes, németek által megszállt belga part menti rész tartozott. A németek ezt a területet Operationsgebietnek hívták.

A németek megpróbálták minden téren szabályozni a mindennapi élet minden részét. Például a lakosságra utazási korlátozásokat szabtak ki, egyes ellenállókat kollektíven bűnösnek nyilvánítottak. Gazdasági téren a belga ipart a németek használták ki. A közigazgatási intézkedés részeként a greenwichi időzóna helyett bevezették a közép-európai időszámítást Belgiumban. A háború előtt Belgiumnak volt a hatodik legnagyobb gazdasága a világon, de a németek annyira kihasználták, elpusztították, gépeit Németországba szállították, hogy a gazdaság sohasem nyerte vissza a háború előtti szintjét. A megszállás alatt több mint 100 000 belga állampolgárt vittek Németországba, hogy a német iparban dolgozzanak, és Észak-Franciaországba, hogy utakat és katonai létesítményeket építsenek a német hadsereg számára.
A német parancsnokság azt remélte, hogy felerősítheti a flamandok és a vallonok közötti etnikai vitát. Flandriában a németek a háború után egy protektorátust terveztek létrehozni, Vallóniában pedig az erős ipart és a munkaerőpiacot kívánták kihasználni.
1917 áprilisában Von Bissing halála után, Ludwig von Falkenhausen lett az utódja.